# Shannonia meridionalis
Shannonia meridionalis är en tvåvingeart som beskrevs av Zuska 1969. Shannonia meridionalis ingår i släktet Shannonia och familjen kärrflugor. Inga underarter finns listade i Catalogue of Life.